# 大宮神社 (飯綱町)
大宮神社（おおみやじんじゃ）は、長野県飯綱町にある神社。社格は旧村社。境内坪数1,413坪、氏子201戸。

## 歴史
- 創立年月不詳。
- 1810年（文化7年） - 神社号免許を受ける。
- 1864年（元治元年）10月2日 - 出火、本殿・祝詞殿焼失。社記・神宝・祭器等焼滅し、往古の事蹟不詳となる。
- 1873年（明治6年）4月 - 村社となる。
- 1880年（明治13年） - 明治天皇北陸御巡幸御野立の行在所の建物が払い下げられ、大宮神社に移築され本殿として現在に至る。
- 1909年（明治42年）5月21日 – 伊勢社・天神社ほか各社を合併合祀する。
- 1952年（昭和27年）11月 – 宗教法人登記。

## 合併合祀社
- 伊勢社（天照大神）字向山に鎮座。創建年月不詳、面積1反28歩、祭日9月3日。
- 天神社（菅原道真）字天神山に鎮座。創建年月不詳、面積24歩、祭日4月25日。
- 秋葉社（火産霊命）
- 子安社（大己貴命）
- 荒神社（埴山姫命）

以上、明治42年5月21日、政府の方針と当黒川集落の生活の合理化により大宮神社に合併。

## 境内社
- 金刀比羅社（金山彦命） 石祠
- 熊野社（伊弉冉尊） 石祠
- 庚申塔2基　石祠（中に一光三尊仏を祀る）
- 飯縄社（保食命） 石祠

## 大宮神社の俳額
拝殿には、明治三十一年神月廿五日奉額された「伊勢社奉額」と題した俳額（縦約1m・横約4mのものが二面）が掲げてある。明治42年神社合併まで旧伊勢社（東黒川）にあったものである。句数は約290句。

## 交通アクセス
- 最寄駅：しなの鉄道牟礼駅（徒歩約30分）